# Kálmán Béla (nyelvész)
Kálmán Béla (Lakompak, 1913. február 28. – Budapest, 1997. augusztus 22.) nyelvész, egyetemi tanár, a Magyar Tudományos Akadémia levelező (1973), majd rendes (1982) tagja. A 20. századi magyar nyelvtudomány kiemelkedő alakja. Fő kutatási területe a finnugrisztika, elsősorban a manysi (vogul) nyelv vizsgálata, illetve a magyar nyelvjáráskutatás, a nyelvtörténet és a névtan.

## Életútja
Nyolcgyermekes családból származott, apja erdőmérnökként dolgozott. Tizennégy éves korában árvaságra jutott, és árvaházba került Szombathelyre, ahol az Állami Faludi Ferenc Reálgimnáziumban érettségizett. 1930-tól a Pázmány Péter Tudományegyetem folytatta tanulmányait francia–német szakon, majd a német helyett magyar szakra váltott, és Gombocz Zoltán ajánlására az Eötvös József Collegium tagja lett. Egyéves észtországi tanulmányút után finnugor nyelvészetből doktorált, disszertációját az obi-ugor állatnevekről írta.
Tanári oklevelének megszerzését követően több középiskolában is tanított, legtovább az érsekújvári Állami Pázmány Péter Gimnáziumban 1939 és 1944 között. Innen 1944-ben katonai szolgálatra hívták be. Két és fél éves szovjet hadifogság után Zsirai Miklós hívására az Eötvös Loránd Tudományegyetem Bölcsészettudományi Karán dékáni titkárként dolgozott, majd 1949-től az MTA Nyelvtudományi Intézetének munkatársa lett.
1952-ben egyetemi tanári kinevezést kapott a debreceni Kossuth Lajos Tudományegyetem akkor létrehozott Finnugor Nyelvtudományi Tanszékének élére, melyet egészen 1983-as nyugdíjba vonulásáig vezetett. 1954-től 1958-ig az egyetem Bölcsészettudományi Karának dékáni tisztét is betöltötte. Az 1960-as évektől kezdve mintegy két évtizeden át igazgatóként irányította a nemzetközi hírű debreceni Nyári Egyetem munkáját.
Kutatói munkásságát gazdagították külföldi tanulmányútjai is: 1957–1958-ban, majd 1966-ban leningrádi tanulmányútja során manysi anyanyelvű adatközlőktől gyűjtött nyelvi anyagot. 1963–1964-ben vendégtanárként tevékenykedett Finnországban, a helsinki és a jyväskyläi egyetemeken.

## Munkássága
Kálmán Béla fő kutatási területe a finnugrisztika volt, ezen belül korábban a manysi nyelv legjelentősebb kutatójának tartották számon. 1952-ben kandidátusi, 1957-ben pedig akadémiai doktori fokozatot szerzett a manysi nyelv orosz jövevényszavairól írt értekezésével. Ő publikálta az első összefoglaló munkát a magyar személy-és helynevekről, valamint jelentős tanulmányokat tett közzé a magyar nyelv történetéről is. Fontos szövegkiadások, szótári munkák és tankönyvek fűződnek a nevéhez. Munkásságának fontos részét képezte Munkácsi Bernát hagyatékának feldolgozása és kiadása.
A nyelvjáráskutatás terén született munkái közül kiemelkedik a magyar nyelvjárásokról írott egyetemi tankönyve. Emellett megalakulásától, 1950-től tagja volt A magyar nyelvjárások atlasza szerkesztőbizottságának, 1953 és 1985 között pedig társszerzője a Magyar Nyelvtudományi Intézet évkönyvének, a Magyar Nyelvjárásoknak.

### Társasági tagságai és elismerései
1973-tól a Magyar Tudományos Akadémia levelező, 1982-től rendes tagja volt. Nemzetközi elismertségét jelzi, hogy a Finn Tudományos Akadémia is külső tagjává választotta, 1970-ben pedig a Finn Oroszlánrend lovagkeresztjével tüntették ki. A debreceni Kossuth Lajos Tudományegyetem díszdoktorává (1988) és professor emeritusává (1994) avatta. Debrecen városa 1994-ben díszpolgárává fogadta.

## Emlékezete
Szobra az MTA Debreceni Területi Bizottsága székházában áll. Debrecenben utca viseli a nevét. Sírja a Debreceni köztemetőben található.

## Főbb művei
- Obi-ugor állatnevek. Budapest: Magyar Nyelvtudományi Társaság. 1938.  = A Magyar Nyelvtudományi Társaság Kiadványai,  43.
- A mai magyar nyelvjárások. Budapest: Tankönyvkiadó. 1951.
- Manysi (vogul) népköltési gyűjtemény. III. Medveénekek. 2. Az obi-ugor medvetisztelet: Tárgyi és nyelvi magyarázatok, szómutató. Munkácsi Bernát hagyatékának felhasználásával sajtó alá rend. Kálmán Béla. Budapest: Akadémiai. 1952.
- Manysi nyelvkönyv. Budapest: Tankönyvkiadó. 1955.
- Die russischen Lehnwörter im Wogulischen. Budapest: Akadémiai. 1961.
- Chrestomathia Vogulica. Budapest: Tankönyvkiadó. 1963.
- Manysi (vogul) népköltési gyűjtemény. IV/2. Munkácsi Bernát hagyatéka alapján sajtó alá rend. Kálmán Béla. Budapest: Akadémiai. 1963.
- Vogul chrestomathy. Bloomington: Indiana University; The Hague: Mouton. 1965.  = Indiana University Publications – Uralic and Altaic series,  46.
- Nyelvjárásaink. Budapest: Tankönyvkaidó. 1966.
- A nevek világa. Budapest: Gondolat; (hely nélkül): Csokonai. 1967.
- Wogulische Texte mit einem Glossar. Budapest: Akadémiai. 1976.
- The world of names: A study in Hungarian onomatology. Budapest: Akadémiai. 1978.
- Erdélyi István – Kálmán Béla: Leszállt a medve az égből: Vogul népköltészet. Budapest: Európa. 1980.
- Szövegtan és tipológia: Akadémiai székfoglaló. Budapest: Akadémiai. 1984.
- Munkácsi Bernát. Budapest: Akadémiai. 1981.  (= A Múlt Magyar Tudósai.)
- Munkácsi Bernát: Wogulisches Wörterbuch: Munkácsi Bernát gyűjtése alapján. Szerk. Kálmán Béla. Budapest: Akadémiai. 1986.